# Doctor Nefasto
Doctor Nefasto è un fumetto di Lorenzo Mattotti e Jerry Kramsky. I protagonisti sono uno "scienziato malvagio", il dottor Jeronimus Nefasto, e il suo antagonista votato al bene, il prof. Dittongo Notorius.

## Trama
(Un veggente, presagendo Nefasto.)
Strani e fantasiosi attacchi si verificano ai danni delle grandi nazioni, già tra di loro contrapposte dall'Antico Alterco. Un nuovo giocatore è apparso sulla scena, Doctor Nefasto.
Il professor Dittongo Notorius riconosce subito l'impronta del geniale luminare negli insoliti avvenimenti e, con l'aiuto dei suoi alleati, in primis Miss Marcus Mau-Mau e il ragazzo Jenkis, decide di fermarlo.

## Personaggi
(Nefasto)
- Professor Dittongo Notorius, illusionista emblematico.
- Miss Marcus Mau-Mau, sua "meravigliosa quanto utile assistente".
- Il ragazzo Jenkis, medium. Dal capitolo "Parentesi" in poi, il suo nome è Jenkins.
- Doctor Nefasto, titolare e motore della storia.
- Mister "D": grosso principe isolano, semplice e forzuto. Originario dell'antica isola di Illùbika.
- Stregone Ditrambo, mansueto negromante dell'antica isola di Illùbika.

## Stile
Malgrado il soggetto appaia quella di un fumetto vecchio stile (sulla falsariga di Virus, il mago della foresta morta e di vecchi film di fantascienza), l'atmosfera passa dal nostalgico in stile Sergio Tofano alla visionarietà presente in altri lavori di Mattotti, imbevuta di dettagli surreali. A questo contribuisce non poco la prosa, talora preziosa, associativa e spesso imbevuta di termini desueti.
Le tavole sono realizzato con disegni delineati da linee sottili color seppia - o, nel caso di flashback e di sogni, nero: nel caso dei sogni la linea è più sottile.

## Capitoli
Il fumetto è diviso nelle seguenti sezioni:
- Doctor Nefasto
- Proclive
- Lo zampino "D"
- La triade orizzontale
- Parentesi
- Il carbon truce
- L'ultima diagnosi

## Edizioni
- La prima edizione in volume completo è della Granata Press, uscita nel luglio 1991.
- Il lavoro è stato precedentemente pubblicato a puntate sul supplemento Alter della rivista Linus, negli anni ottanta.
- Nel 2013 è uscita una edizione della Coconino Press.